# Weathervane Restaurant
 (octobre 2019).
 (octobre 2019).
Weathervane Seafood Restaurants est une chaîne de fruits de mer en Nouvelle-Angleterre. Il a été fondé à Kittery, Maine, en 1969 par Raymond et Bea Gagner. Il est basé à Kittery, Maine. La chaîne compte maintenant six emplacements, dont un à Kittery, dans le Maine, et cinq dans le New Hampshire; l'un d'eux, situé sur La plage de Weirs à Laconia, New Hampshire, est saisonnier.